# Guvernul Nikolai Denkov
Guvernul Nikolai Denkov a fost cel de al-102-lea guvern al Bulgariei. A fost învestit de parlament pe 6 iunie 2023, și este compus dintr-o coaliție majoritare dintre GERB și PP-DB. Conform acordului de coaliție, acesta va fi un guvern de rotație, în care Nikolai Denkov de la PP-DB va începe cu funcția de premier, Maria Gabriel din GERB fiind viceprim-ministru, iar după nouă luni, cei doi vor schimba funcțiile. Conform acordului, Denkos și guvernul său și-au dat demisia pe 6 martie 2024 în pregătirea terenului pentru formarea unui guvern condus de Gabriel, până atunci guvernul Denkov va sta ca guvern interimar până când noul guvern o să fie format.
Pe 20 martie 2024, rotativa guvernului plănuită și semnarea unui manifest reînnoit pentru următoarele nouă luni au eșuat. Un apel pentru negocieri ulterioare pentru a încerca salvarea acordului de rotație eșuat, a fost lăsat nerealizat în perioada 20-21 martie; dar o ultimă rundă de negocieri a început pe 22 martie. Două partide GERB și Mișcarea pentru Drepturi și Libertăți le-au încheiat pe 24 martie, că ultima rundă de negocieri a eșuat și ea, președintelui Bulgariei nu le-a lăsat altă opțiune decât organizarea de alegeri anticipate.
Constituția Bulgariei spună că după o primă încercare de formare a guvernului, președintele trebuie să înmâneze celui de-al doilea partid parlamentare (PP-DB) responsabilitatea de formare a unui guvern; și dacă a doua încercare eșuează va trebui să înmâneze o a treia și ultimă încercare de formare a unui guvern unuia din celelalte partide rămase, la alegerea sa. Dacă toate cele trei încercări de negocieri eșuează, este foarte probabil ca alegeri anticipate să aibă loc pe 9 iunie, în același timp cu alegerile europarlamentare.
Președintele Bulgariei, Rumen Radev, a anunțat, după ce a încheiat încă o a doua și a treia încercare eșuată de a forma un guvern între partidele alese, că va semna un decret pe 9 aprilie 2024 de aprobare a lui Dimitar Glavchev ca nou prim-ministru interimar, împreună cu un decret. aprobând guvernul interimar propus și, în același timp, va semna un decret care stabilește data pentru noi alegeri anticipate pe 9 iunie 2024.

## Compoziția guvernului
Guvernul este compus din următorii miniștrii:
| Minister                                              | Nume                | Partid | Partid         | În funcție din | Până la       |
| ----------------------------------------------------- | ------------------- | ------ | -------------- | -------------- | ------------- |
| Prim-ministru                                         | Nikolai Denkov      |        | PP             | 6 iunie 2023   | 6 martie 2024 |
| Viceprim-ministru și Ministru al Afacerilor Externe   | Maria Gabriel       |        | GERB           | 6 iunie 2023   | 6 martie 2024 |
| Ministrul Finanțelor                                  | Asen Vasilev        |        | PP             | 6 iunie 2023   | 6 martie 2024 |
| Ministrul Afacerilor Interne                          | Kalin Stoyanov      |        | Independent    | 6 iunie 2023   | 6 martie 2024 |
| Ministrul Dezvoltării Regionale și Lucrărilor Publice | Andrey Tsekov       |        | PP             | 6 iunie 2023   | 6 martie 2024 |
| Ministrul Muncii și Politicii Sociale                 | Ivanka Shalapatova  |        | Independent    | 6 iunie 2023   | 6 martie 2024 |
| Ministrul Apărării Naționale                          | Todor Tagarev       |        | Independent    | 6 iunie 2023   | 6 martie 2024 |
| Ministrul Justiției                                   | Atanas Slavov       |        | Da, Bulgaria!  | 6 iunie 2023   | 6 martie 2024 |
| Ministrul Educației și Cercetării                     | Galin Tsokov        |        | Independent    | 6 iunie 2023   | 6 martie 2024 |
| Ministrul Sănătății                                   | Hristo Hinkov       |        | Independent    | 6 iunie 2023   | 6 martie 2024 |
| Ministrul Culturii                                    | Krastyu Krastev     |        | Independent    | 6 iunie 2023   | 6 martie 2024 |
| Ministrul Mediului și Apelor                          | Julian Popov        |        | Independent    | 6 iunie 2023   | 6 martie 2024 |
| Ministrul Agriculturii și Mâncării                    | Kiril Marinov Vatev |        | Independent    | 6 iunie 2023   | 6 martie 2024 |
| Ministrul Transporturilor și Comunicațiilor           | Georgi Gvozdeikov   |        | PP             | 6 iunie 2023   | 6 martie 2024 |
| Ministrul Economiei și Industriei                     | Bogdan Bogdanov     |        | Independent    | 6 iunie 2023   | 6 martie 2024 |
| Ministrul Inovației și Creșterii                      | Milena Stoycheva    |        | Independent    | 6 iunie 2023   | 6 martie 2024 |
| Ministrul Energiei                                    | Rumen Radev         |        | Independent    | 6 iunie 2023   | 6 martie 2024 |
| Ministrul Digitalizării Guvernului                    | Alexander Yolovski  |        | Independent    | 6 iunie 2023   | 6 martie 2024 |
| Ministrul Turismului                                  | Zaritsa Dinkova     |        | Mișcarea Verde | 6 iunie 2023   | 6 martie 2024 |
| Ministrul Tineretului și Sportului                    | Dimitar Iliev       |        | PP             | 6 iunie 2023   | 6 martie 2024 |

În octombrie 2023 trei partide din opoziție, "Vazrazhdane", Partidul Socialist Bulgar (BSP) și Există un Astfel de Popor (ITN), au înaintat o primă moțiune de cenzură împotriva guvernului Denkov legată de politica sa în sectorul energetic. Guvernul a supraviețuit moțiunii de cenzură pe 13 octombrie. Guvernul a fost sprijinit de 143 de membri ai parlamentului de la grupurile politice ale GERB, PP-DB și DPS.

## Istoric

### Tranziția la putere (iunie 2023)
După încheierea votului de învestitură în parlament, guvernul interimar Donev a început procedura de tranziție a puterii către nou-numitul guvern Denkov. 
Pe 6 iunie, prim-ministrul ales Denkov s-a întâlnit cu prim-ministrul interimar în funcție Donev, în cadrul unei ceremonii oficiale. În timpul ceremoniei, Donev și-a exprimat speranța că guvernul obișnuit va continua să lucreze la dezvoltarea țării și a afirmat că crede că noul guvern are aceleași „priorități strategice” ca și cel interimar ieșit. Denkov, pe de altă parte, a exprimat critici la adresa acțiunii guvernului interimar, acuzând în mod specific guvernul interimar că a sabotat transferul de putere prin prezentarea demisiilor tuturor personalului ministerial, inclusiv viceminiștrilor.

### Demisia
Pe 5 martie 2024, premierul Denkov și-a dat oficial demisia din guvern în fața Adunării Naționale, spunând că decizia vine în spiritul acordului guvernamental care a fost făcut între GERB și PP-DB.
În ciuda opoziției GERB, demisia lui Denkov s-a încheiat prin vot următoarea zi (6 martie) la insistența PP-DB.
Moțiunea de demisie a guvernului lui Denkov a ajuns să fie susținută de 216 deputați, ceea ce reprezintă cel mai înalt nivel de sprijin pentru o astfel de moțiune din istoria Bulgariei. Denkov a promis că guvernul va continua ca guvern intermiar până la finalizarea procesului de formare a guvernului.

### Istoric ca guvern interimar (6 martie- 9 aprilie)
În primele trei săptămâni de mandat ca guvern interimar, a avut loc prima rundă de negocieri pentru formarea unui nou guvern.
Pe 20 martie 2024, rotația guvernamentală planificată și semnarea unui manifest guvernamental reînnoit pentru următoarele nouă luni au eșuat. Un apel pentru negocieri ulterioare pentru a încerca salvarea acordului de rotație eșuat, a fost lăsat nerealizat în perioada 20-21 martie; dar o ultimă rundă de negocieri a început pe 22 martie. Cele două partide GERB și Mișcarea pentru Drepturi și Libertăți au concluzionat pe 24 martie că ultima rundă de negocieri a eșuat, de asemenea, președintelui Bulgariei nu i-a lăsat altă opțiune decât alegerile anticipate.
Constituția Bulgariei spună că după o primă încercare de formare a guvernului, președintele trebuie să înmâneze celui de-al doilea partid parlamentare (PP-DB) responsabilitatea de formare a unui guvern; și dacă a doua încercare eșuează va trebui să înmâneze o a treia și ultimă încercare de formare a unui guvern unuia din celelalte partide rămase, la alegerea sa. Dacă toate cele trei încercări de negocieri eșuează, este foarte probabil ca alegeri anticipate să aibă loc pe 9 iunie, în același timp cu alegerile europarlamentare.
Cei din PP-DB au declarat pe 26 martie că vor accepta să dea o încercare unui al doilea mandat de negociere, dar s-ar limita la o încercare de negociere de a forma un guvern împreună cu GERB-SDS care să respecte pe deplin acordul lor inițial de rotație din 2023. cadrul de negociere ar fi ca GERB–SDS să semneze acordul de reformă negociat cu PP–DB, în timp ce GERB–SDS numește un viitor prim-ministru acceptabil de comun acord, iar structura actuală a guvernului trebuie păstrată. Dacă GERB–SDS printr-o scrisoare scrisă a refuzat această propunere PP–DB, cel de-al doilea mandat de negociere ar fi imediat returnat neîndeplinit președintelui. Câteva ore mai târziu, GERB–SDS a refuzat această propunere și a cerut alegeri anticipate.
Pe 27 martie, PP-DB a returnat oficial președintelui cel de-al doilea mandat de negociere incomplet, solicitând președintelui să programeze alegeri legislative anticipate în aceeași zi cu alegerile pentru Parlamentul European din 2024. Președintele Radev a decis a doua zi să dea al treilea mandat pentru o încercare de formare de guvern ITN, cel mai mic partid din cea de-a 49-a Adunare Națională. Cel de-al treilea mandat a fost imediat returnat incomplet de către ITN, fără a pierde timp în încercări inutile de negocieri.
Potrivit articolului 99 din Constituție, atunci când nu s-a ajuns la un acord privind formarea unui guvern după ce au fost încercate toate cele trei mandate de negociere, președintele, în consultare cu grupurile parlamentare și la propunerea candidatului la funcția de prim-ministru interimar, numește un guvern interimar și programează noi alegeri anticipate în termen de două luni de la inaugurare. Pe 29 martie, președintele l-a numit pe președintele Oficiului Național de Audit, Dimitar Glavchev, drept candidat pentru funcția de prim-ministru interimar; și i s-a acordat un termen de o săptămână - pe 6 aprilie - pentru a propune componența guvernului interimar.
Pe 5 aprilie, Dimitar Glavchev și-a prezentat propunerea pentru guvernarea interimară, iar după consultări care au avut loc în aceeași zi cu privire la posibilitatea de a fi aprobată de reprezentanții tuturor partidelor politice din Adunarea Națională a 49-a, președintele a anunțat că va semna un decret privind 9 aprilie 2024 de aprobare a premierului interimar și a guvernului său interimar și, în același timp, va semna un decret care stabilește data pentru noi alegeri parlamentare la 9 iunie 2024. Guvernul în exercițiu va fi înlocuit de noul guvern interimar, începând cu 9 aprilie 2024.

## Rata de aprobare
| Firmă de sondare                                                | Date                           | Aprobare | Dezaprobare | Nesigur/fără opinie | Diferență |
| --------------------------------------------------------------- | ------------------------------ | -------- | ----------- | ------------------- | --------- |
| Gallup                                                          | 27 feburie–3 martie 2024       | 15%      | 75%         | 10%                 | −60       |
| Alpha Research Arhivat în 9 aprilie 2024, la Wayback Machine.   | 27 feburie–3 martie 2024       | 21%      | 53%         | 26%                 | −32       |
| Trend                                                           | 17–24 ianuarie 2024            | 22%      | 70%         | 8%                  | −48       |
| Alpha Research Arhivat în 19 aprilie 2024, la Wayback Machine.  | 22–30 noiembrie 2023           | 21%      | 46%         | 33%                 | −25       |
| MarketLinks                                                     | 10–19 noiembrie 2023           | 20%      | 60%         | 20%                 | −40       |
| Trend                                                           | 11–18 noiembrie 2023           | 20%      | 71%         | 9%                  | −51       |
| MarketLinks                                                     | 26 septembrie–8 octombrie 2023 | 21%      | 53%         | 26%                 | −32       |
| Trend                                                           | 2-8 septembrie 2023            | 22%      | 68%         | 10%                 | −46       |
| MarketLinks                                                     | 11-18 august 2023              | 20%      | 52%         | 25%                 | −32       |
| Trend                                                           | 4–11 iulie 2023                | 22%      | 64%         | 14%                 | −44       |
| Gallup                                                          | 29 iunie–9 iulie 2023          | 16.6%    | 69.7%       | 13.7%               | −53       |
| CAM                                                             | 3–7 iulie 2023                 | 31.2%    | 43.2%       | N/A                 | −10       |
| MarketLinks                                                     | 22 iunie–2 iulie 2023          | 22%      | 48%         | 30%                 | −26       |
| AlphaResearch Arhivat în 28 noiembrie 2023, la Wayback Machine. | 20–26 iunie 2023               | 20%      | 37%         | 43%                 | −17       |
| Trend                                                           | 10–16 iunie2023                | 32%      | 43%         | 25%                 | −11       |

## References
1. 1 2  „The path to power: How we reached the Denkov-Gabriel government”. nova.bg (în bulgară). 6 iunie 2023.
2. ↑  „Bulgaria's National Assembly elects Denkov government”. The Sofia Globe (în engleză). 6 iunie 2023. Accesat în 6 iunie 2023.
3. ↑  „The New Prime Minister of Bulgaria: Who is Nikolay Denkov?”. Novinite. Accesat în 6 iunie 2023.
4. ↑  „Bulgaria Finally has a Regular Government (CHRONOLOGY OF EVENTS)”. Novinite. Accesat în 6 iunie 2023.
5. ↑  „Who's Who in Proposed Government Lineup”. Bulgarian News Agency (în engleză). Accesat în 6 iunie 2023.
6. ↑  „ГЕРБ и ПП-ДБ правят правителство, Денков и Габриел ще са премиери за по 9 месеца (видео)”. Mediapool.bg (în bulgară). 22 mai 2023. Accesat în 24 mai 2023.
7. ↑  „ГЕРБ и новата коалиция тръгват заедно към втория мандат със заявка за кабинет с ротационен премиер”. Dnevnik (în bulgară). 22 mai 2023. Accesat în 24 mai 2023.
8. 1 2  „Bulgaria's PM resigns, as agreed, amid some coalition confusion”. Reuters. 5 martie 2024. Accesat în 5 martie 2024.
9. ↑  Denitsa Koseva (20 martie 2024). „Bulgaria thrown into new political crisis, snap general election likely”. BNE Intellinews. Accesat în 20 martie 2024.
10. ↑  „Mariya Gabriel's Proposed Cabinet Sparks Controversy: WCC-DB Disagrees with Composition”. Novinite. 20 martie 2024. Accesat în 20 martie 2024.
11. ↑  Krassen Nikolov (20 martie 2024). „Bulgarian cabinet rotation falls, snap election looms”. Euractiv. Accesat în 20 martie 2024.
12. ↑  Desislava Toncheva (20 martie 2024). „Outgoing PM Denkov: We Can Sit at the Negotiation Table and Finish Them in a Reasonable Way”. Bulgarian News Agency. Accesat în 20 martie 2024.
13. ↑  Yoanna Vodenova (21 martie 2024). „Wrap-up: CC-DB Ask GERB to Offer Exit from Crisis "They Created", GERB Expects "Political Apology" from CC-DB”. Bulgarian News Agency. Accesat în 21 martie 2024.
14. ↑  Petya Petrova (22 martie 2024). „Outgoing PM: "Mariya Gabriel Made Huge Political Mistake, We Should All Look for Way Out"”. Bulgarian News Agency. Accesat în 22 martie 2024.
15. ↑  Metodi Yordanov (22 martie 2024). „UPDATED GERB-UDF's PM-designate: New Early Elections Must Be Prevented”. Bulgarian News Agency. Accesat în 22 martie 2024.
16. ↑  Lyubomir Gigov (24 martie 2024). „Movement for Rights and Freedoms Will Decline Third Cabinet-Forming Mandate, Wants Early Elections Pronto”. Bulgarian News Agency. Accesat în 24 martie 2024.
17. ↑  Nikolay Zabov (24 martie 2024). „UPDATED Gabriel Won't Run for PM, Clears Way for Early Elections”. Bulgarian News Agency. Accesat în 24 martie 2024.
18. 1 2  „A Failed Government Mandate: What's Next”. Bulgarian News Agency. 25 martie 2024. Accesat în 25 martie 2024.
19. 1 2  „Bulgarian FM Gabriel abandons attempt to form cabinet as negotiations break down”. Television Poland (TVP). 24 martie 2024. Accesat în 25 martie 2024.
20. ↑  „UPDATED: PM-Designate Proposes Caretaker Cabinet”. Bulgarian News Agency. 5 aprilie 2024. Accesat în 5 aprilie 2024.
21. 1 2  Yoanna Vodenova (5 aprilie 2024). „UPDATED: European and Snap Parliamentary Elections in Bulgaria to be Held Simultaneously on June 9”. Bulgarian News Agency. Accesat în 5 aprilie 2024.
22. ↑  Council of Ministers of the Republic of Bulgaria. „Състав на правителството” [Composition of the Government]. gov.bg (în bulgară). Arhivat din original la 7 iunie 2023. Accesat în 7 iunie 2023.
23. ↑  Three opposition parties submit motion of no confidence in Denkov cabinet (în engleză), bnr.bg
24. ↑  Service, RFE/RL's Bulgarian, Bulgarian Government, As Expected, Survives No-Confidence Vote (în engleză), RadioFreeEurope/RadioLiberty
25. ↑  Denkov Cabinet Survives its First No-Confidence Vote (în engleză), www.bta.bg, 13 octombrie 2023
26. ↑  „Донев предаде властта на новия кабинет, Денков: Гърбина да ни е яка”. gov.bg (în bulgară). Accesat în 2 ianuarie 2023.
27. ↑  „Денков обвини Донев в саботаж на новия кабинет заради освобождаването на всички зам.-министри”. gov.bg (în bulgară). Accesat în 2 ianuarie 2023.
28. ↑  „Премиерът Николай Денков подаде оставка”. BTV (în bulgară).
29. ↑  „Ходът да се гласува оставката още в сряда: ускорени преговори за кабинет с Румен Радев на шията”. 24chasa (în bulgară).
30. ↑  „Парламентът прие оставката на Николай Денков и правителството с 216 гласа”. 24chasa (în bulgară).
31. ↑  „Николай Денков: Правителството ще работи до избиране на ново”. 24chasa (în bulgară).
32. ↑  Denitsa Koseva (20 martie 2024). „Bulgaria thrown into new political crisis, snap general election likely”. BNE Intellinews. Accesat în 20 martie 2024.
33. ↑  „Mariya Gabriel's Proposed Cabinet Sparks Controversy: WCC-DB Disagrees with Composition”. Novinite. 20 martie 2024. Accesat în 20 martie 2024.
34. ↑  Krassen Nikolov (20 martie 2024). „Bulgarian cabinet rotation falls, snap election looms”. Euractiv. Accesat în 20 martie 2024.
35. ↑  Desislava Toncheva (20 martie 2024). „Outgoing PM Denkov: We Can Sit at the Negotiation Table and Finish Them in a Reasonable Way”. Bulgarian News Agency. Accesat în 20 martie 2024.
36. ↑  Yoanna Vodenova (21 martie 2024). „Wrap-up: CC-DB Ask GERB to Offer Exit from Crisis "They Created", GERB Expects "Political Apology" from CC-DB”. Bulgarian News Agency. Accesat în 21 martie 2024.
37. ↑  Petya Petrova (22 martie 2024). „Outgoing PM: "Mariya Gabriel Made Huge Political Mistake, We Should All Look for Way Out"”. Bulgarian News Agency. Accesat în 22 martie 2024.
38. ↑  Metodi Yordanov (22 martie 2024). „UPDATED GERB-UDF's PM-designate: New Early Elections Must Be Prevented”. Bulgarian News Agency. Accesat în 22 martie 2024.
39. ↑  Lyubomir Gigov (24 martie 2024). „Movement for Rights and Freedoms Will Decline Third Cabinet-Forming Mandate, Wants Early Elections Pronto”. Bulgarian News Agency. Accesat în 24 martie 2024.
40. ↑  Nikolay Zabov (24 martie 2024). „UPDATED Gabriel Won't Run for PM, Clears Way for Early Elections”. Bulgarian News Agency. Accesat în 24 martie 2024.
41. ↑  Dimitrina Solakova (26 martie 2024). „UPDATED CC-DB Proposes to GERB-UDF that Second Cabinet-forming Mandate Be National, Common”. Bulgarian News Agency. Accesat în 26 martie 2024.
42. ↑  „UPDATED: GERB Turns Down CC-DB Last Offer for Government”. Bulgarian News Agency. 26 martie 2024. Accesat în 26 martie 2024.
43. ↑  „Bulgaria's Political Crisis: WCC-DB Returned Second Mandate Unfulfilled - President To Convene The Parties In 10 Days”. Novinite. 27 martie 2024.
44. ↑  „CC-DB Declines Cabinet-forming Mandate, President Suggests 2-in-1 Elections for National and European Parliament Is Unrealistic Option”. Bulgarian News Agency. 27 martie 2024. Accesat în 27 martie 2024.
45. ↑  „Румен Радев дава третия мандат на Тошко Йорданов”. News.bg. 28 martie 2024.
46. ↑  „Bulgaria's populists reject mandate to form government, set stage for snap vote”. Reuters. 28 martie 2024.
47. ↑  „After All Three Government-Forming Mandates Fail, President Has to Find a Caretaker PM but that May Be an Uphill Task”. Bulgarian News Agency. 28 martie 2024. Accesat în 28 martie 2024.
48. ↑  „President Picks National Audit Office Head for Caretaker PM-Designate”. Bulgarian News Agency. 29 martie 2024. Accesat în 29 martie 2024.
49. ↑  Yoana Vodenicharova (30 martie 2024). „President Radev Assigns PM-designate Glavchev to Propose Caretaker Cabinet Lineup”. Bulgarian News Agency. Accesat în 30 martie 2024.
50. ↑  „UPDATED: PM-Designate Proposes Caretaker Cabinet”. Bulgarian News Agency. 5 aprilie 2024. Accesat în 5 aprilie 2024.
51. ↑  „UPDATED: PM-Designate, President, Parliamentary Parties Hold Talks on Caretaker Cabinet”. Bulgarian News Agency. 5 aprilie 2024. Accesat în 5 aprilie 2024.